# La Selle-en-Hermoy

La Selle-en-Hermoy este o comună în departamentul Loiret din centrul Franței. În 1 ianuarie 2022 avea o populație de 778 de locuitori.